# Commonwealth Edison
La Commonwealth Edison (connue sous le nom de son logo ComEd) est le plus grand fournisseur en électricité de l'Illinois desservant ainsi Chicago et l'entierté du nord de l'État. Elle a été créée en 1907 à la suite de la reprise des compagnies existantes à Chicago et son unification sous un actionnariat enmmené par Samuel Insull. 